# Waghapur
Waghapur è una suddivisione dell'India, classificata come census town, di 8.405 abitanti, situata nel distretto di Yavatmal, nello stato federato del Maharashtra. In base al numero di abitanti la città rientra nella classe V (da 5.000 a 9.999 persone).

## Geografia fisica
La città è situata a 20° 24' 40 N e 78° 06' 48 E.

## Società

### Evoluzione demografica
Al censimento del 2001 la popolazione di Waghapur assommava a 8.405 persone, delle quali 4.545 maschi e 3.860 femmine. I bambini di età inferiore o uguale ai sei anni assommavano a 867, dei quali 469 maschi e 398 femmine. Infine, coloro che erano in grado di saper almeno leggere e scrivere erano 5.809, dei quali 2.876 maschi e 2.933 femmine.